# Palau Vilana-Perles
El Palau Vilana-Perles, erròniament conegut com dels Gualbes, és un edifici situat als carrers del Regomir i del Correu Vell de Barcelona, catalogat com a bé cultural d'interès local. Tal com recorda una placa commemorativa, hi va viure Ramon Frederic de Vilana-Perles i Camarasa, capità de la Coronela de Barcelona entre els anys 1684 i 1697 i primer ministre de Carles III d'Aragó, que el va nomenar marquès de Rialb.

## Història
El 1671, Bernat Agustí Ponts i López de Mendoza, comte de Robres i baró de Sangarrén, com a usufructuari dels béns de la seva dona Caterina de Salvà, comtessa de Montagut, va establir en emfiteusi al notari Ramon Vilana-Perles i Ribes dues cases al carrer del Correu Vell (abans de Viladecols), que coincideixen aproximadament amb l'actual número 3. A principis del 1672, Vilana-Perles va adquirir en subhasta pública la casa de la cantonada amb el carrer del Regomir a Anastàsia (o Estàsia) de Millàs, vídua del donzell Jaume Ros. Es tractava d'un edifici d'origen medieval força deteriorat, que fou annexionat a les dues cases anteriors, formant així una gran residència familiar, veïna a la casa del mercader Onofre Massanés (†1679) al carrer del Regomir. El 1676, el seu fill Salvador Massanés i de Ribera (†1714) es va casar amb Maria Reverter, provinent d'una família amb vincles amb els Vilana-Perles, i a principis del segle següent faria reformes a la seva casa.
Ramon Vilana-Perles morí el 1697 i fou succeït pel seu fill Ramon Frederic, que hi continuaria fent reformes, regularitzades el 1709 a la cúria del Veguer. El 1710 fou nomenat marquès de Rialb per l'arxiduc Carles, època que coincidí amb una nova campanya d'obres, i el 1711 va adquirir la casa contigua a Salvador Massanés per 5.000 lliures. La unió d'ambdues motivà unes obres de gran envergadura, que costaren 5.900 lliures i acabaren el novembre del 1712. Tanmateix, Vilana-Perles no en va poder gaudir gaire, ja que el 13 de març del 1713 va marxar cap a Viena acompanyant l'emperadriu. Després de la desfeta del 1714, el palau va ser confiscat per l'intendent general José Patiño, i posteriorment seria ocupat per diversos càrrecs de l'administració borbònica.

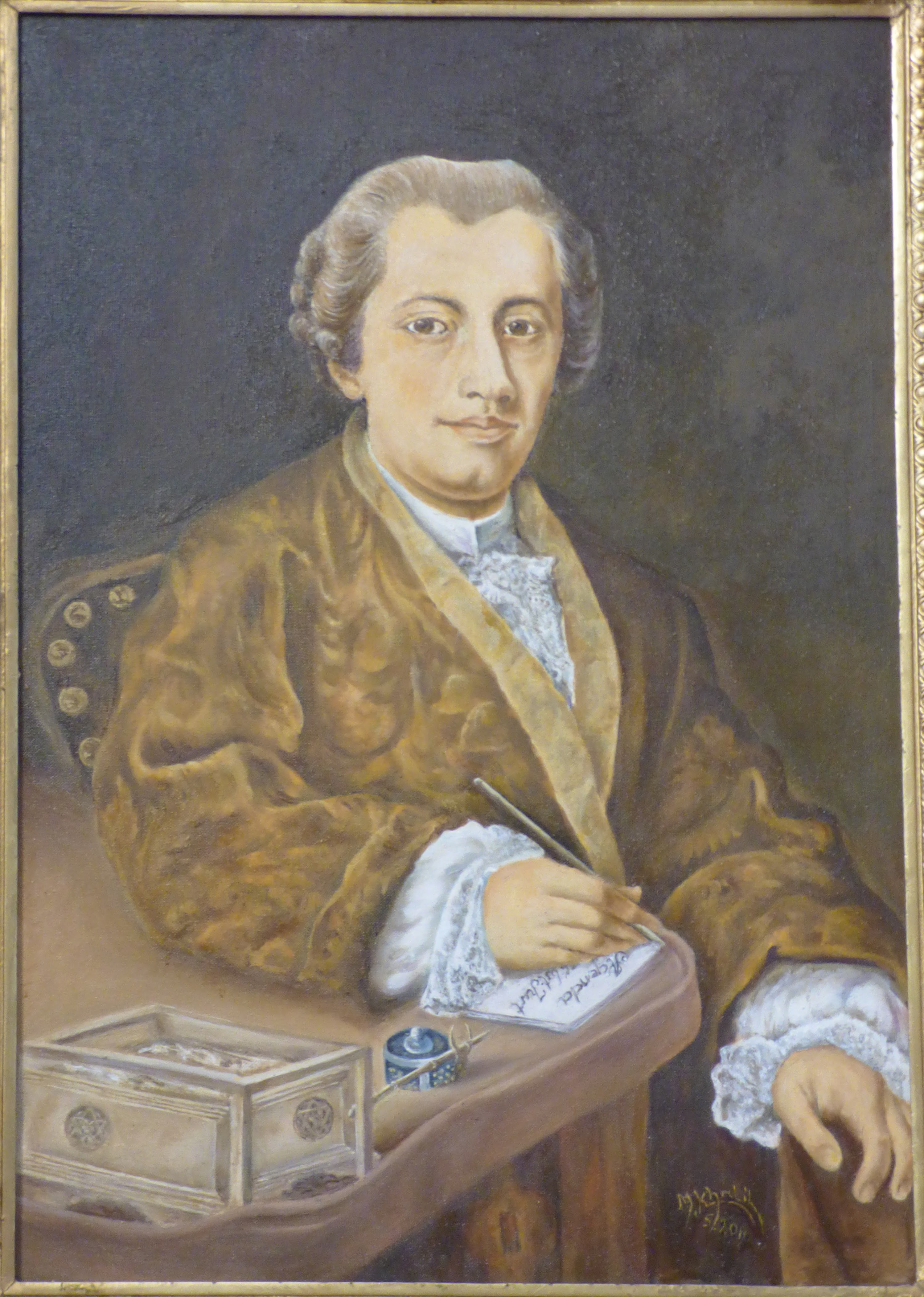
Ramon Frederic de Vilana-Perles

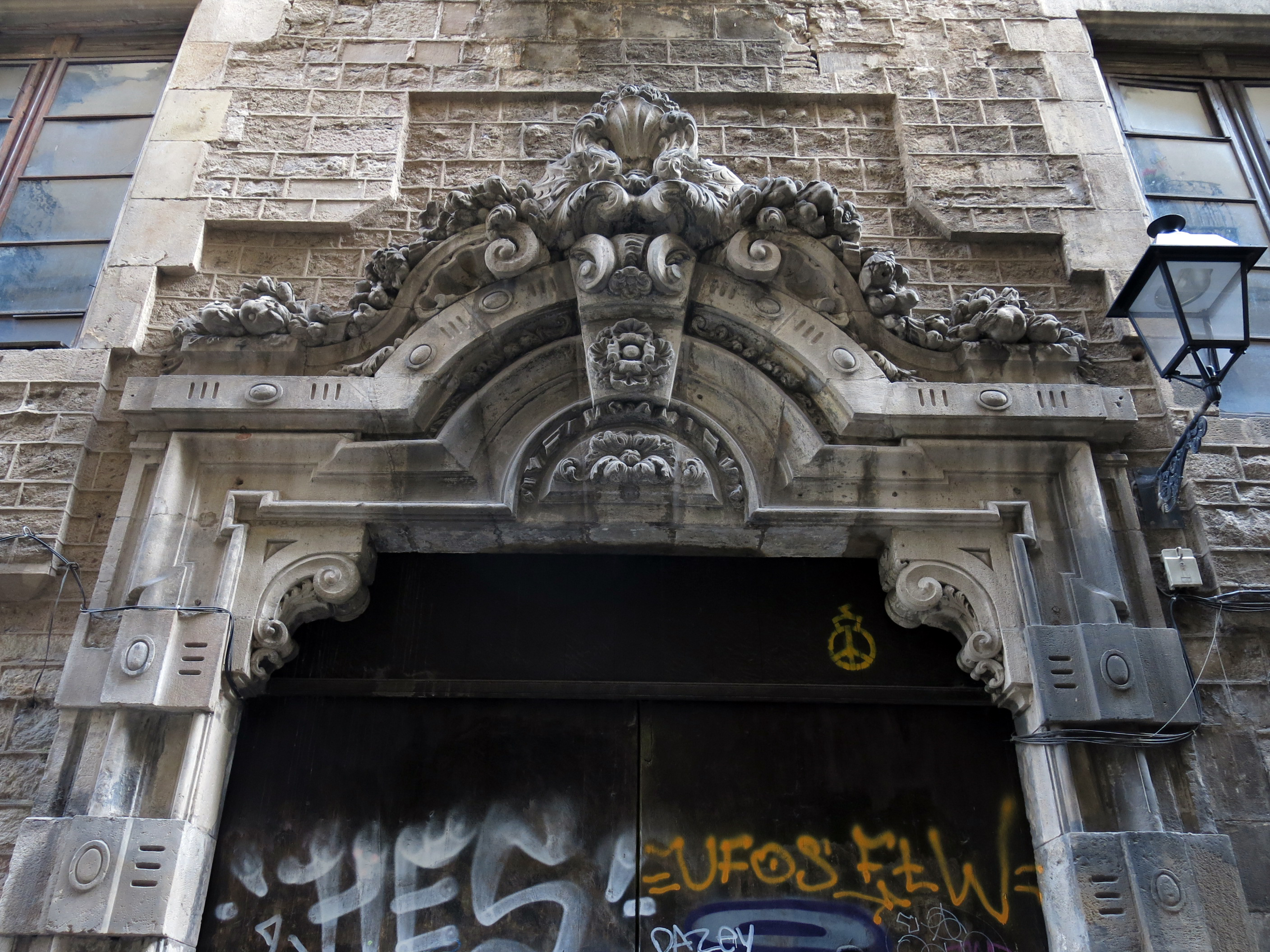
Portal barroc guarnit amb perles

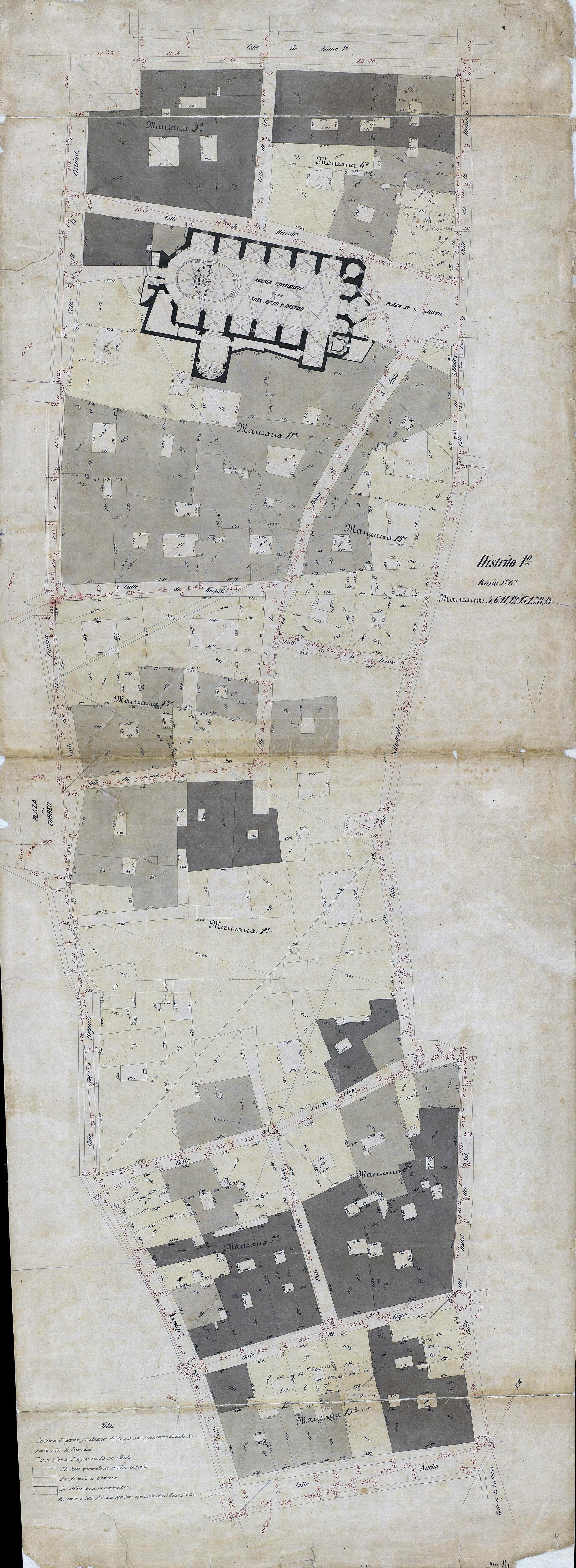
Quarteró núm. 11 de Garriga i Roca (c. 1860)

El 1727, davant del notari Francesc Llevant, un altre exiliat a Viena, Vilana-Perles va vendre el palau per 18.000 lliures a Onofre Rovira, ardiaca de Llobregat a la Catedral de Barcelona, que el 1732 en va fer agnició de bona fe al veritable comprador, el comerciant Llorenç Giralt i Fornells (†1734). El 1743, la seva filla Eulàlia Giralt i Galant (†1747), vídua de Josep Massanés i Pinyana (†1738), net de Salvador, va establir en emfiteusi a Jaume Bruguera la part de la cantonada del carrer del Regomir (actual núm. 19) amb el del Correu Vell. Després de la mort de l'hereu Llorenç Massanés i Giralt, la seva vídua Maria Teresa Lapeira i el seu fill Antoni Massanés i Lapeira en segregarien diverses parts mitjançant, entre d'altres, la venda del núm. 1 del carrer del Correu Vell al traginer Benet Ferrer, o l'establiment emfitèutic fet el 1791 al comerciant Antoni Gasset i Galceran del núm. 3, que el 1806 seria reedificat pel també comerciant Jaume Giralt.
El 1834, Ermengol de Motes i de Solans, senyor de Claverol i net de Josepa Massanés i Giralt, va emprendre accions judicials per tal de recuperar-ne la propietat com a hereu del vincle establert per Llorenç Giralt, les quals foren continuades pel seu fill Domènec de Motes i de Montellà (†1882). Casat amb Ignàsia Aleu i Portalé (†1913), fou succeït per la seva filla Neus de Motes i Aleu (1882-1975), que el 1940 va demanar permís per a reparar una canonada de desguàs, i novament el 1957 per a fer-hi obres urgents de consolidació. Casada amb Salvador Maluquer i Nicolau (1881-1955), van ser pares de Joan Maluquer de Motes i Nicolau (1915-1988), i aquest de Jordi Maluquer de Motes i Bernet (1946-), que en serien els propietaris fins a començaments del segle xxi.
El 2014, unes prospeccions arqueològiques hi van descobrir les restes de les termes portuàries de l'antiga Bàrcino. Buit des de fa més d'una dècada, el palau pertany actualment al fons d'inversió immobiliària Optimum Re Spain, que hi ha fet algunes obres de consolidació.

## Descripció
Es compon de planta baixa, en part destinada a comerços, i per tres o quatre pisos d'habitatges depenen del tram. La façana principal, molt llarga, permet observar molts trets arquitectònics propis de les darreries de les fases gòtiques i barroques. Els trets propis de cap al segle xiv es poden veure a l'exterior per l'aparell general de la façana, de carreus petits escairats, sobretot visibles al tram dret. En d'altres, el recreixement parcialment arrebossat que confereix un nou aspecte a l'aparell s'ha de fixar en una cronologia més tardana. D'altres elements com les finestres coronelles del pati interior i també les que són visibles a la façana. Se'n troben diferents conjunts i en part tapiades o amortitzades per refaccions posteriors. La disposició d'obertures, tant balcons com finestres, és molt heterogènia i deu respondre a diferents moments d'instal·lació. El que sí n'és un tret unitari és que totes elles, les llindes i els brancals, són de pedra motllurada. També es pot advertir és que els grans finestrals i els balcons del primer pis són majors que no pas els de pisos superiors. No obstant, el desenvolupament exterior dels balcons és molt escàs, sempre amb uns treball de forja molt senzilles i homogenis.
L'element més destacat, situat a la banda esquerra de la façana, és un gran portal barroc obra dels escultors Montanya i Bonifaç, que presenta una talla acurada i uns relleus als brancals al·lusius a les «perles» del cognom del propietari. A la llinda, articulada a través d'un arc de mig punt, un plegament del motlluratge dona peu a una composició floral i frutal no gaire corrent a Catalunya en aquella època. La uniformització de noves motllures per l'aparell i els marcs, podrien correspondre's amb la restauració duta a terme per Adolf Florensa, que a més de consolidar el portal barroc, en va modificar les proporcions originàries tot augmentat l'alçada dels muntants.